# Digitipes coonoorensis
Digitipes coonoorensis är en mångfotingart som beskrevs av Jangi och Dass 1984. Digitipes coonoorensis ingår i släktet Digitipes och familjen Scolopendridae. Inga underarter finns listade i Catalogue of Life.